# Granhults församling
Granhults församling var en församling i Växjö stift i nuvarande Uppvidinge kommun. Församlingen uppgick 1837 i Nottebäcks församling.
Kyrka var Granhults kyrka.

## Administrativ historik
Församlingen har medeltida ursprung och uppgick 1837 (enligt kyrkoarkivet 1845) i Nottebäck med Granhults församling med vilken den före dess ingått i pastorat.